# Straßenbahnstrecke Rohrbachstraße/Friedberger Landstraße–Gravensteiner Platz
| \| \| \| von Konstablerwache (Linie 12) \| \| \| \| Rohrbachstraße/Friedberger Landstraße \| \| \| \| nach Bornheim (Linie 12) \| \| \| \| Nibelungenplatz/FH \| \| \| \| Münzenberger Straße \| \| \| \| Wasserpark \| \| \| \| Friedberger Warte \| \| \| \| Bodenweg \| \| \| \| Walter-Kolb-Siedlung \| \| \| \| Alkmenestraße \| \| \| \| Gravensteiner-Platz \| |  |                                       |                                       |
| U-Bahn-Strecke |  | von Konstablerwache (Linie 12)        | von Konstablerwache (Linie 12)        |
| U-Bahn-Haltepunkt / Haltestelle |  | Rohrbachstraße/Friedberger Landstraße | Rohrbachstraße/Friedberger Landstraße |
| U-Bahn-Abzweig geradeaus und nach rechts |  | nach Bornheim (Linie 12)              | nach Bornheim (Linie 12)              |
| U-Bahn-Haltepunkt / Haltestelle |  | Nibelungenplatz/FH                    | Nibelungenplatz/FH                    |
| U-Bahn-Haltepunkt / Haltestelle |  | Münzenberger Straße                   | Münzenberger Straße                   |
| U-Bahn-Haltepunkt / Haltestelle |  | Wasserpark                            | Wasserpark                            |
| U-Bahn-Haltepunkt / Haltestelle |  | Friedberger Warte                     | Friedberger Warte                     |
| U-Bahn-Haltepunkt / Haltestelle |  | Bodenweg                              | Bodenweg                              |
| U-Bahn-Haltepunkt / Haltestelle |  | Walter-Kolb-Siedlung                  | Walter-Kolb-Siedlung                  |
| U-Bahn-Haltepunkt / Haltestelle |  | Alkmenestraße                         | Alkmenestraße                         |
| U-Bahn-Kopfbahnhof Streckenende |  | Gravensteiner-Platz                   | Gravensteiner-Platz                   |

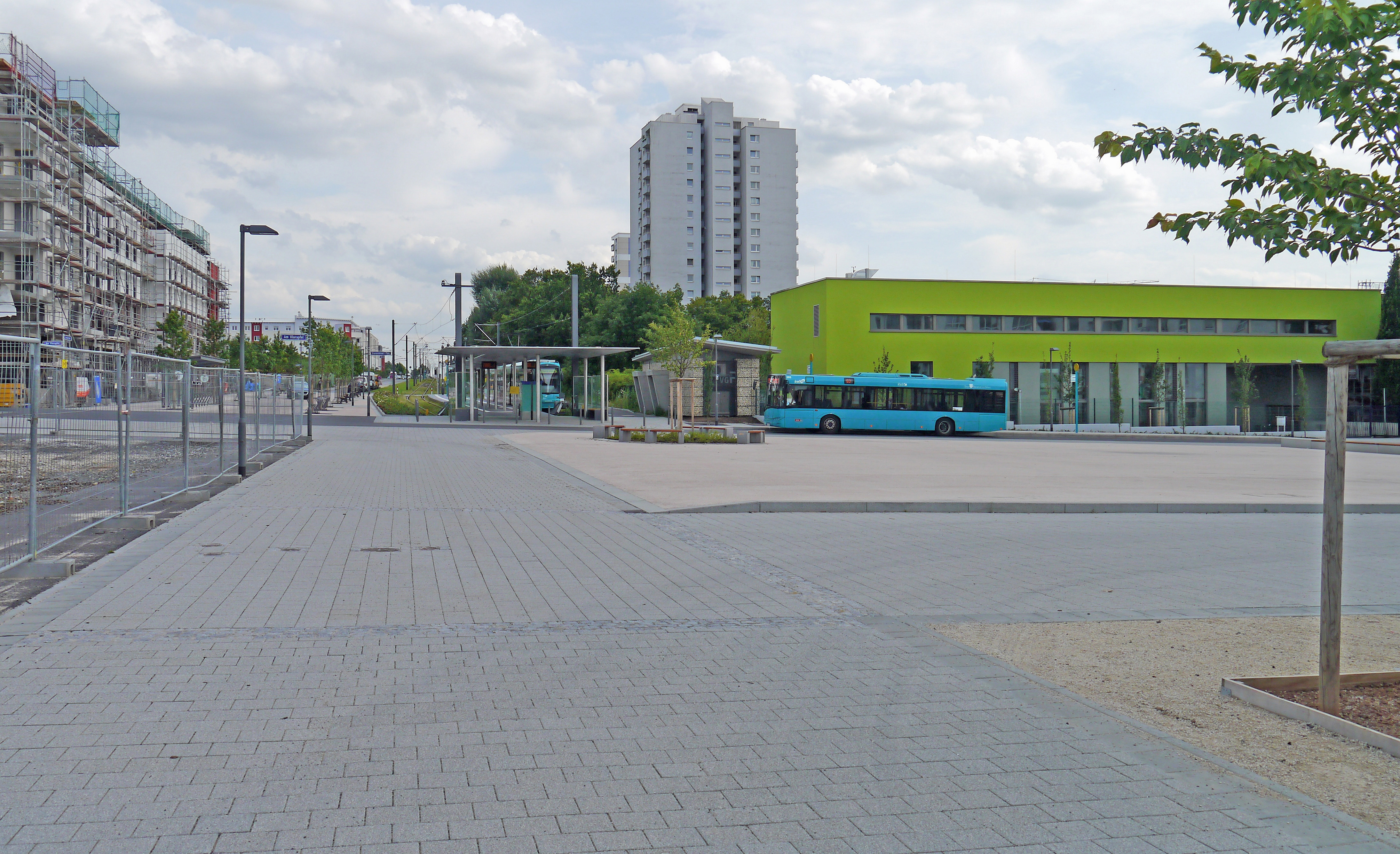
Endstation der Tramlinie 18 am Gravensteiner-Platz, Juli 2012

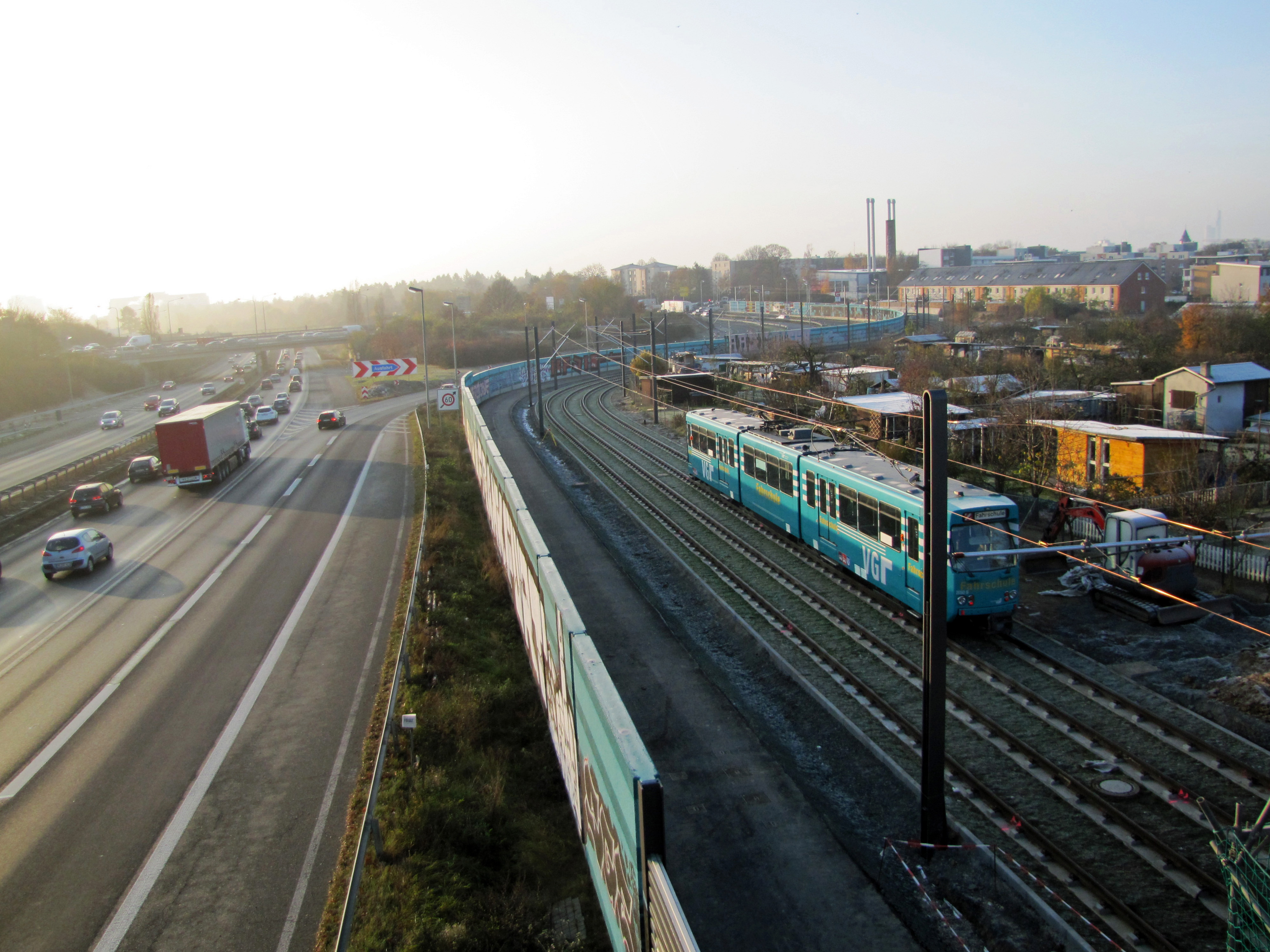
Gleis-Trasse Richtung Innenstadt, November 2011

Die Straßenbahnstrecke Rohrbachstraße/Friedberger Landstraße–Gravensteiner-Platz ist eine am 11. Dezember 2011 in Betrieb gegangene Neubaustrecke der Straßenbahn in Frankfurt am Main. Sie wird von der hierfür neu eingerichteten Straßenbahnlinie 18 befahren.
Die neue Straßenbahnlinie 18 erschließt das Neubaugebiet Frankfurter Bogen und bindet es an die Innenstadt an. Von der neuen Endhaltestelle Gravensteiner-Platz im Norden führte die Strecke ursprünglich über die Friedberger Warte, Nibelungenplatz/Fachhochschule, Konstablerwache, Börneplatz/Stoltzestraße und Hospital zum Hl. Geist zum Lokalbahnhof, samstags weiter zur Stadtgrenze Offenbach. Seit 2019 verkehrt die Linie vom Lokalbahnhof aus weiter über den Südbahnhof zum Bahnhof Louisa. Die Fahrzeit bis zum zentralen S- und U-Bahnhof Konstablerwache beträgt 19 Minuten, zum Lokalbahnhof 29 Minuten und bis Louisa 37 Minuten. Täglich wurden rund 13.000 Fahrgäste erwartet, eine Zahl, die schon bei Zählungen im April und Mai 2012 mit 14.000 Fahrgästen übertroffen wurde.

## Streckenbeschreibung
Die Neubaustrecke zweigt an der Kreuzung Friedberger Landstraße/Glauburgstraße von der bestehenden Strecke der Linie 12 ab, wurde an der bestehenden Haltestelle „Rohrbachstraße/Friedberger Landstraße“ an das vorhandene Streckennetz angeschlossen und führt über die Friedberger Landstraße bis zum Ostrand von Preungesheim.
Diese 3,5 Kilometer lange zweigleisige Neubaustrecke hat acht neue Haltestellen mit Haltestellenabständen von 325 bis 620 Metern und Niederflurbahnsteigen. Die Strecke auf der Friedberger Landstraße wurde als asphaltierte ÖPNV-Spur ausgeführt und wird von der teilweise parallel verkehrenden Buslinie 30 mitbenutzt. Entlang der Strecke sind Vorrangschaltungen für die Straßenbahn vorhanden. In der Rat-Beil-Straße und Goldpeppingstraße wurden neue Gleichrichterwerke und an der Endhaltestelle ein Technikgebäude gebaut. Auf dem Abschnitt Gravensteiner-Platz–Friedberger Landstraße (Bodenweg) wurde parallel zum Schienenweg ein Fuß- und Radweg neu angelegt, seine Fortsetzung ist der ebenso neu gebaute Radweg der Friedberger Landstraße bis Rohrbachstraße.

## Geschichte

### Planung
Der Neubau einer Straßenbahnstrecke zum Frankfurter Bogen mit Linienführung über die Friedberger Landstraße wurde von der Stadtverordnetenversammlung am 10. Oktober 1996 beschlossen. Der Kosten-Nutzen-Faktor beträgt 1,20.
Am 8. November 2001 beauftragte die Stadtverordnetenversammlung den Magistrat der Stadt mit der Realisierung der neuen Strecke. Am 15. Mai 2003 wurde die Ausgangsplanung seitens der Stadtverordnetenversammlung geringfügig geändert und bis zum Jahre 2004 die Vorplanung entsprechend diesem Beschluss angepasst. Die Betriebsaufnahme war für das Jahr 2006 vorgesehen.
Das Planfeststellungsverfahren beim Regierungspräsidium Darmstadt wurde im April 2005 eingeleitet und stand zwischen dem 25. Mai 2005 und dem 28. Juni 2005 zur allgemeinen Einsichtnahme offen. Die Planfeststellung wurde am 19. Juni 2006 vergeben.
Wie im November 2003 bekannt wurde, hatte sich der weitere Bauprozess verschoben, da die mit der Planung beauftragte Verkehrsgesellschaft Frankfurt (VGF) die Prioritäten zunächst auf den Neubau des Betriebshofs Ost und der DII-Tunnelstrecke, deren Planungen nach den Kommunalwahlen 2006 eingestellt wurden, gesetzt hatte.
Nach den Kommunalwahlen 2006 und dem damit verbundenen Regierungswechsel erklärte der neu gewählte Verkehrsdezernent Lutz Sikorski (Grüne), dass der Neubau der Straßenbahnstrecke nach Preungesheim ein sehr wichtiges Ziel sei. Da seit Einleitung der Planfeststellung keine weiteren Schritte zur Realisierung unternommen wurden, beauftragte er ein privates Planungsbüro mit Ausarbeitung der Bauausführungsplanung. Zu diesem Zeitpunkt wurde mit einem Baubeginn im Herbst 2007 gerechnet. Verkehrsexperten gingen von einer Betriebsaufnahme im Jahre 2010 aus.
Ende November 2006 wurde bekannt, dass die VGF nur noch auf den entsprechenden Landeszuschuss warten würde und von einem Baubeginn im April 2007 mit Leitungsverlegungen am Nibelungenplatz und einer Betriebsaufnahme im Dezember 2009 ausging. Am 6. Dezember 2006 wurde der Zuwendungsbescheid des Landeszuschusses in Höhe von 26 Millionen Euro vom damaligen Verkehrsminister Alois Rhiel an der Endhaltestelle Rebstockbad der Linie 17 an Baudezernent Franz Zimmermann und VGF-Geschäftsführer Werner Röhre übergeben.
Aufgrund von weiteren Verzögerungen bei der Verabschiedung der Bau- und Finanzierungszusagen seitens des Straßenbauamts und des Magistrates, die im Dezember 2006 erfolgen und anschließend im Januar 2007 von der Stadtverordnetenversammlung verabschiedet werden sollten, aber erst am 20. April 2007 vom Magistrat beschlossen wurden, verzögerte sich der offizielle erste Spatenstich. Es wurde nun von einem Baubeginn im Herbst 2007 ausgegangen. Wenig später wurde dieser Termin auf das Jahresende 2007 verschoben.
Durch weitere Verzögerungen, verursacht durch die Deutsche Telekom, für deren Leitungen eine Beseitigungsverfügung durch die Stadt erlassen werden musste, verschob sich der Zeitpunkt der Inbetriebnahme zunächst auf Ende 2010. Wie im September 2007 bekannt wurde, war die Verzögerung dadurch entstanden, dass das Verkehrsdezernat zehn Monate brauchte, um bei der Telekom einen Zuständigen ausfindig zu machen.

### Vergabeverfahren
Am 26. September 2007 wurden die Bauausführungen durch die VGF ausgeschrieben. Der Baubeginn wurde auf Februar 2008 datiert. Ein Baubeginn zum 100. Jahrestag der Eingemeindung von Preungesheim wurde als realistisch betrachtet. Im Februar 2007 wurde seitens der VGF der 10. April 2008 als Termin des Baubeginns angestrebt. Am 25. Februar 2008 fanden auf der Friedberger Landstraße Baumfällarbeiten statt.
Im Anschluss an die erfolgte Ausschreibung kam es zu Verzögerungen, die einen Baubeginn für lange Zeit unmöglich machten. Das Unternehmen Bilfinger Berger, bei der Ausschreibung unterlegen, da sein Angebot als drei Millionen Euro teurer als das von Hastrabau-Wegener und Peter Gross war, legte gegen die Vergabe der Bauleistungen Einspruch ein.
Der Anlass für die Klage war ein fehlendes Meisterzertifikat für die Arbeiten an Beleuchtungsanlagen, welches vom Unternehmen, das den Zuschlag erhielt, aufgrund eines Formfehlers bei Ausschreibung nicht beigelegt worden war. Allerdings hatte das klagende Unternehmen dieses Zertifikat ebenfalls nicht beigefügt.
Da die Vergabekammer des Regierungspräsidiums Darmstadt die Entscheidung der VGF bestätigt hat, klagte das unterlegene Unternehmen beim Oberlandesgericht Frankfurt (OLG). Zu diesem Zeitpunkt ging die VGF von einem Baubeginn Ende August 2008 und einer Betriebsaufnahme im Jahre 2011 aus.
Am 15. Juli 2008 fand eine mündliche Verhandlung statt. Das Gericht entschied zugunsten des Klägers. Hiermit verzögerte sich der Baubeginn auf unbestimmte Zeit. Das Verfahren wurde an die Vergabekammer des Regierungspräsidiums zurück überwiesen, die am 13. September 2008 die Entscheidung der VGF bestätigte. Da in der anschließenden Einspruchsfrist das unterlegene Unternehmen erneut Einspruch erhob, konnte die VGF die Arbeiten nicht wie geplant am 26. September 2008 rechtskräftig vergeben und der Baubeginn im November mit Eröffnung im Juni 2011 konnte nicht eingehalten werden.
Am 9. Dezember 2008 verhandelte das OLG erneut den Fall. Bei einer Entscheidung zugunsten der VGF wurde von einem Baubeginn im Februar 2009 und der Eröffnung Ende 2011 ausgegangen.
Am 10. Februar 2009 wies der Vergabesenat des OLG mit Beschluss eine Beschwerde gegen das Ausschreibungsergebnis für die Tief-, Gleis- und Straßenbauarbeiten zurück, ohne eine Revision zuzulassen. Die rechtskräftige Entscheidung ermöglichte der Verkehrsgesellschaft Frankfurt am Main, das in der Ausschreibung siegreiche Unternehmen, die „Bietergemeinschaft Hastrabau-Wegener/Peter Gross“ mit den Arbeiten zu betrauen.

### Kosten
Während der Projektphase mussten die Baukosten mehrfach neu kalkuliert werden. Im Februar 2009 wurden sie mit 50 Millionen Euro beziffert. Gegenüber einer Rechnung aus dem April des Jahres 2007 ist dies eine Steigerung um 5,5 Millionen.
Im Februar 2012 wurden die endgültigen Baukosten mit 55,1 Millionen Euro angegeben. Die Mehrkosten in Höhe von 10,7 Millionen müssen anteilig von der Stadt Frankfurt und der VGF getragen werden.

### Bauarbeiten

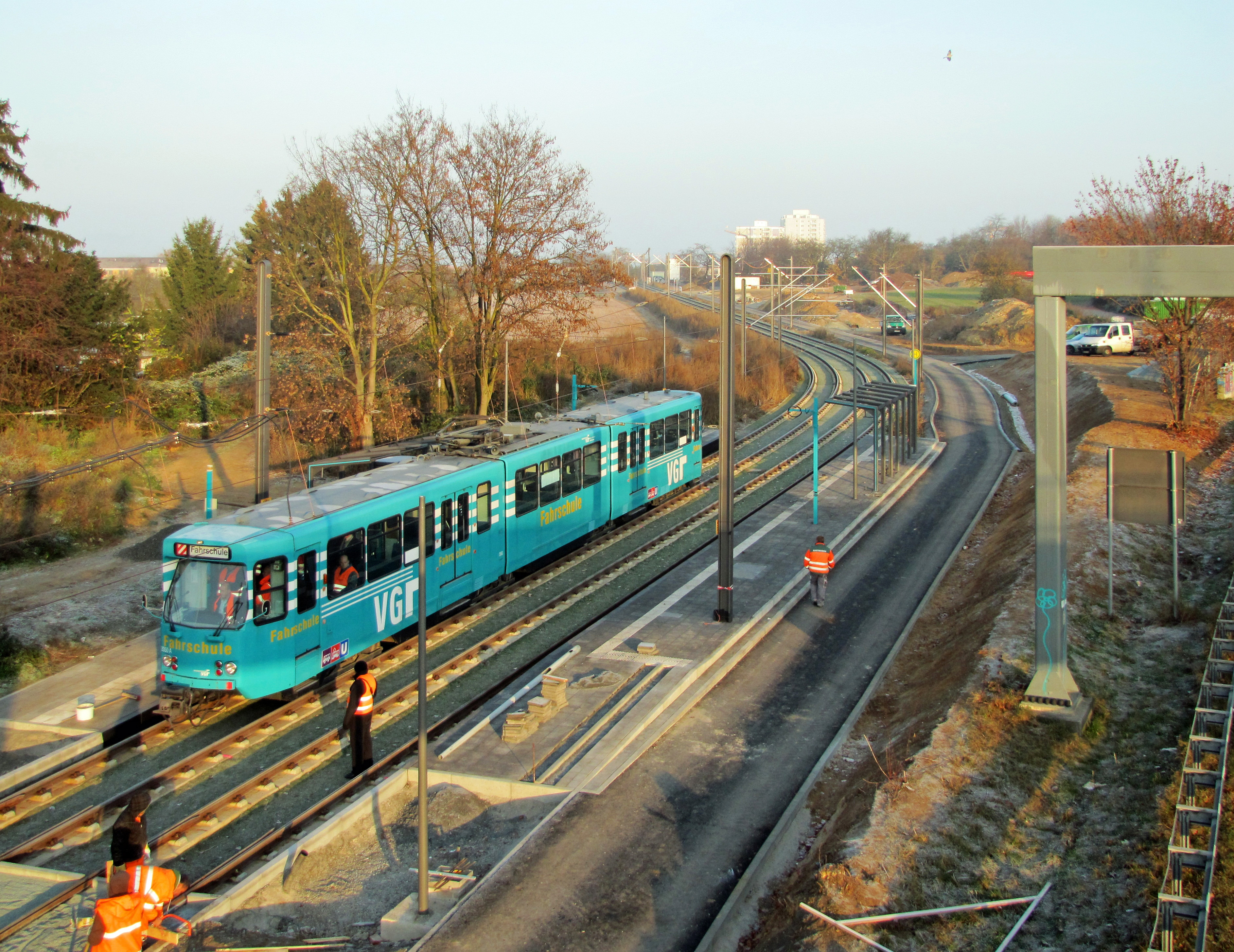
Baustelle im November 2011, Richtung Gravensteiner-Platz

Offiziell war Baubeginn am 23. März 2009. Im April 2007 begannen die Arbeiten mit der Verlegung von Versorgungsleitungen an der Friedberger Warte, die sich bis Mitte 2010 entlang der nördlichen Friedberger Landstraße bis über den Nibelungenplatz erstreckten. Für die Trassenfreimachung im Bogen an der Walter-Kolb-Siedlung mussten 28 Kleingärten aufgegeben werden.

### Eröffnung
Ab dem 14. November 2011 fanden Probefahrten und Fahrschulbetrieb statt. Die Verkehrsgesellschaft Frankfurt (VGF) eröffnete die Strecke zum turnusgemäßen Fahrplanwechsel am 11. Dezember 2011. Die neue Linie verkehrt bis gegen 20 Uhr im 10-Minuten-Takt, anschließend wird der Takt auf einen 20-Minuten-Takt ausgedünnt.

### Ehemalige Nutzung der Linie 18
Bis 1986 fuhr die damalige Linie 18 zwischen Praunheimer Brücke und Enkheim, wurde zuerst verkürzt und danach 1992 eingestellt.